# Ростовська операція (1941)
Росто́вська опера́ція (5 листопада — 2 грудня 1941) — одна з битв Другої світової війни за участю радянських та німецьких військ на ростовському напрямку. Битву поділяють на дві частини — оборонна (5 листопада — 16 листопада 1941) та наступальна (17 листопада — 2 грудня 1941).